# Огниво (фильм, 1959)
«Огниво» (нем. Das Feuerzeug) — цветной фильм-сказка 1959 производства ГДР режиссёра Зигфрида Хартманна.

## Сюжет
По одноимённой сказке Ганса Христиана Андерсена о том, как отставной солдат стал обладателем волшебного огнива, которое выполняло все его желания.

## В ролях
- Рольф Людвиг — солдат
- Хайнц Шуберт — скупой
- Барбара Веланд — принцесса
- Ганс Фибрандт — король
- Мария Бесендаль — королева
- Сента Бонакер — камеристка
- Рольф Дефранк — тщеславный
- Ханнес Фишер — толстый
- Фриц Шлегель — хозяин
- Мария Вендт — старуха
- Иоганнес Маус — сапожник
- Штеффи Шпира — повар
- Белла Вальдриттер — ведьма
- Эрнст Пауль Хемпель — кучер
- Пауль Бёттхер — портной

## Съёмки
В отличие от предыдущих фильмов-сказок киностудии «ДЕФА», режиссёр Хартманн отказался от слишком большого количества искусственных и неестественных декораций, фильм снимали на натуре в лесу под Потсдамом, а съёмочной площадкой стала дорогостоящая декорация «старый город» из множества фахверковых домов, специально построенный на площадке киностудии «ДЕФА» для фильма-оперы «Царь и плотник», снятого двумя годами ранее, и позже также использовавшийся для съёмок фильмов.

## Прокат и критика
С более чем 5 000 000 зрителей в ГДР, занимая 16-е место в ТОП-50 фильмов поката за всё время ГДР, является самым успешным фильмом-сказкой киностудии «DEFA».
Фильм был также в кинопрокате СССР (с декабря 1960), фильм посмотрели 5 600 000 зрителей.
Также фильм был показан на Западе — в ФРГ (с апреля 1961) и получил положительные отзывы в части его художественной ценности, но, изменение сюжета сказки, где в финале происходит что-то вроде Революции, вызвало негативную реакцию, и хотя отмечалось, что "фильм развлекательный и трогательный", его неохотно брали прокатчики ФРГ, по причине «пропагандистского характера»: неуместно демонстрировать богачам в зеркале их суровое сердце и демонстрировать своего рода революцию в конце фильма.
Фильм даже был в кинопрокате США, где газета «Нью-Йорк таймс» резко раскритиковала фильм во всех отношениях.
Ретроспективно Lexikon des internationalen Films характеризует фильм как «хорошо сделанный по содержанию и изображению сказочный фильм по Андерсену, стоит посмотреть детям».